# کیش‌چهی
کیش‌چِهی (به مجاری:  Kiscsehi) یک شهرداری در مجارستان است که در زالا واقع شده‌است. کیش‌چهی ۱۱٫۴۳ کیلومتر مربع مساحت و ۲۱۰ نفر جمعیت دارد.